# Liste der Monuments historiques in Le Vézier
Die Liste der Monuments historiques in Le Vézier führt die Monuments historiques in der französischen Gemeinde Le Vézier auf.

## Liste der Objekte
| Bezeichnung                       | Beschreibung                                                       | Standort                            | Kennzeichnung | Schutzstatus | Datum | Bild |
| --------------------------------- | ------------------------------------------------------------------ | ----------------------------------- | ------------- | ------------ | ----- | ---- |
| Skulptur Johannes Evangelist      | aus einer Kreuzigungsgruppe; Holz, farbig gefasst, 15. Jahrhundert | in der Kirche St-Leu-de-Lens (Lage) | PM51001163    | Classé       | 1977  |      |
| Skulptur Madonna                  | aus einer Kreuzigungsgruppe; Holz, farbig gefasst, 15. Jahrhundert | in der Kirche St-Leu-de-Lens (Lage) | PM51001162    | Classé       | 1977  |      |
| Zelebrantenstuhl                  | Holz, 19. Jahrhundert                                              | in der Kirche St-Leu-de-Lens (Lage) | PM51002462    | Inscrit      | 1976  |      |
| Skulptur Heilige Barbara          | Stein, farbig gefasst, 15. Jahrhundert                             | in der Kirche St-Leu-de-Lens (Lage) | PM51002464    | Inscrit      | 1976  |      |
| Kanzel                            | Holz, 16. Jahrhundert                                              | in der Kirche St-Leu-de-Lens (Lage) | PM51001160    | Classé       | 1977  |      |
| Skulptur Heiliger Lupus von Lens  | Holz, farbig gefasst, 16. Jahrhundert                              | in der Kirche St-Leu-de-Lens (Lage) | PM51001161    | Classé       | 1977  |      |
| Skulptur Heiliger Sebastian       | Holz, farbig gefasst, 17. Jahrhundert                              | in der Kirche St-Leu-de-Lens (Lage) | PM51002463    | Inscrit      | 1976  |      |
| Baldachin des linken Seitenaltars | Holz, 16. Jahrhundert                                              | in der Kirche St-Leu-de-Lens (Lage) | PM51003667    | Inscrit      | 1996  |      |
| Skulptur Heiliger Eligius         | Holz, farbig gefasst, 17. Jahrhundert                              | in der Kirche St-Leu-de-Lens (Lage) | PM51002465    | Inscrit      | 1976  |      |